# 暗黒小説
暗黒小説（あんこくしょうせつ）は、小説におけるひとつの形式のこと。

## 概要
「暗黒小説」はフランス語の「ロマン・ノワール(roman noir)」の訳語で、第二次世界大戦後、アメリカのハードボイルド小説の影響下で書かれたフランス産のミステリー小説を指す。ハメットやチャンドラーの私立探偵物と違い、犯罪者を主人公に据えた作品が多いのが特徴。代表的な作家として、ギャング出身のジョゼ・ジョヴァンニ、極左志向のジャン＝パトリック・マンシェットなどが挙げられる。
この「ロマン・ノワール」という通称は逆輸入の形で本国アメリカでも定着し、ジェイムズ・エルロイや旧世代作家のジム・トンプスンの作品もそう呼ばれるようになった。
日本では大藪春彦や梁石日らが先駆けとなり、藤田宜永などの冒険小説作家が執筆した。また1990年代からは馳星周、東野圭吾、逢坂剛などの作家が執筆している。
大藪春彦、馳星周、逢坂剛などのハードボイルド要素を加え、激しい暴力を描いたものや、梁石日など自叙伝的なもの、東野圭吾の現代ミステリー風なものと幅広い。

## 代表作家

### 日本
大藪春彦
「伊達邦彦」シリーズ、『蘇える金狼』、遺作となった『暴力租界』など犯罪に手を染める主人公の荒唐無稽なアクションを描いたものがある。
馳星周
現代ミステリー小説界における暗黒小説の旗手といえる。
デビュー作『不夜城』は大藪の『暴力租界』に影響を受けているという。
東野圭吾
代表作『白夜行』。同作は馳に絶賛され、ドラマ化もした。
梁石日
代表作『血と骨』。
逢坂剛
代表作『禿鷹の夜』。同作より始まる「禿鷹」シリーズは悪徳刑事を描いたもので、警察小説要素も織り込まれている。
桐野夏生
代表作『OUT』、『グロテスク』など。社会において、一般的な人間（とくに女性）の心理に潜む悪意や均等が建前の現代社会に潜む理不尽な「階級」を描き出す。

### 日本国外
A.D.G.
ジャン＝パトリック・マンシェット
アンドリュー・ヴァクス
ジェイムズ・エルロイ
ジョゼ・ジョヴァンニ
ジム・トンプスン
パトリシア・ハイスミス
デイヴィッド・ピース
ジャン・ヴォートラン

### 参考図書
- J.P. シュヴェイアウゼール『ロマン・ノワール　―フランスのハードボイルド』 平岡敦・訳 　白水社　1991年
- 『ジェイムズ・エルロイ　ノワールの世界』 ユリイカ2000年12月臨時増刊号 青土社
- 『ノワールの時代』 ミステリマガジン2001年８月臨時増刊号  早川書房